# Cars 2
Cars 2 es una película animada por computadora de 2011, producida por Walt Disney Pictures y Pixar Animation Studios, siendo la secuela de la película de 2006 Cars, esta vez protagonizada por Mate.
Fue estrenada en los cines el 24 de junio de 2011. Está dirigida por John Lasseter y fue presentada en los formatos Disney Digital 3D, IMAX 3D, 3D y 2D.

## Argumento
La película inicia con una transmisión enviada por el agente Leland Turbo a su amigo, Finn McMissile, un espía británico de la MI6 sobre un proyecto malvado que descubrió y le pide una ayuda a su amigo para la extracción. Luego de recibir el mensaje de su amigo, Finn se dirige a la localización a encontrarse con Leland a bordo de un barco pesquero: El FV Northwestern, en algún lugar sobre el Océano Pacífico y se infiltra a escondidas en una plataforma petrolífera. Un grupo de automóviles conocidos como "Láminas", liderados por el Profesor Zündapp, están discutiendo sobre sus futuros planes, incluyendo un arma con forma de cámara de televisión que pronto planean poner en acción. Sin embargo Finn no llega a encontrarse con su amigo y se prepara para atacar, pero justo cuando esta a punto de hacerlo a los pocos segundos descubre que Leland ha sido transformado en un cubo de chatarra y es descubierto en la plataforma petrolífera. Aún sorprendido por la destrucción de su amigo, Finn es descubierto y se ve forzado a escapar. Tras una persecución, Finn es arrojado al mar y le disparan un cohete. El Profesor Z, (como se apoda a Zündapp) y el grupo de "Láminas" creen haber hecho estallar a Finn y lo dan por muerto. Sin embargo, este posee modificaciones que le permiten nadar bajo el agua. Una vez que pasa el peligro, Finn huye buceando del lugar. 
Mientras tanto, han pasado cinco años después de perder ante Chick Hicks en los ángeles y Rayo McQueen es ahora el cuatro veces campeón de la Copa Pistón y después de la reciente muerte de su mentor Doc Hudson, regresa a Radiador Springs con el fin de descansar y pasar tiempo con su novia Sally y sus amigos, siendo su mejor amigo Mate el más emocionado. Sin embargo, el auto italiano de carreras de Fórmula 1, Francesco Bernoulli, desafía a McQueen a competir en el recién creado Gran Prix Mundial, dirigido por su creador Miles Axelrod, quien tiene la intención de promover su nuevo combustible ecológico, Allinol. McQueen, por consejo de Sally, decide llevar al campeonato a Mate, y junto con Luigi, Guido, Fillmore y el Sargento, parten hacia Tokio, Japón, para la primera carrera del Gran Prix Mundial.
En un evento promocional del Gran Prix Mundial, Mate supuestamente derrama aceite luego de comer un plato de wasabi quien creyó que era helado de pistache al servirse una gran cantidad de salsa, enojando a McQueen. Mientras se limpia, Mate interrumpe una pelea sanguinaria entre el espía estadounidense Rod "Torque" Redline (con quien Finn y su nueva compañera Holley Shiftwell intentan reunirse) y las "Láminas" Grem y Acer. Redline pasa su información a Mate, a quien Holley confunde como espía y Mate, sin entender mucho, confunde la misión de Holley como una cita romántica. Mientras tanto, Redline es capturado y asesinado por Zündapp, quien antes revela que el Allinol se quema cuando recibe un pulso PEM. Zündapp informa a su superior, un cerebro criminal desconocido, que Redline transmitió su información.
En la primera carrera, tres autos son afectados por la cámara. McQueen ocupa el segundo lugar en la carrera después de Bernoulli en primer lugar, debido a que Mate accidentalmente le dio malos consejos de carrera mientras evadía a los secuaces de Zündapp con la ayuda de Holley y Finn. McQueen, enojado, se pelea con Mate y le culpa haber perdido la carrera y le dice que no necesita ni quiere su ayuda. Mate, entristecido, le deja una carta de disculpa a McQueen e intenta regresar a Radiador Springs, pero se encuentra con Finn y, debido a que las "Láminas" comienzan a atacarlo, se lo lleva consigo y le invita a participar de la misión secreta, otorgándole armas y disfraces. Después de viajar a París, Francia, para recopilar más información del antiguo amigo de Finn, Tomber, viajan a Porto Corsa, Italia, donde se celebra la próxima carrera. Allí, McQueen se siente mal por haberse peleado con Mate tras recibir la carta de disculpa, pero con ayuda de Tio y Mama Topolino, los familiares de Luigi, entiende que aún puede reconciliarse con él.
Durante la carrera, Mate, disfrazado, se infiltra en la reunión de delincuentes y descubre que un cerebro criminal no identificado está haciendo daño a los autos. Anuncia que pronto tanto él como las "Láminas" serán respetados, el Allinol quedará mal y el petróleo será el combustible definitivo. Al mismo tiempo, la cámara se usa en algunos autos más, lo que provoca una acumulación de varios autos destruidos y el camino quedó bloqueado, mientras que McQueen termina en primer lugar y Bernoulli en el segundo lugar. Debido al aumento de los temores sobre la seguridad de Allinol, Axelrod levanta el requisito de usarlo para la carrera final. Sin embargo, cuando McQueen decide continuar usándolo, las "Láminas" deciden matar a McQueen en la próxima carrera en Londres, Reino Unido. Esto espanta a Mate, lo que hace que permita que él, Finn y Holley sean capturados.
Mate, Finn y Holley son llevados y atados dentro del Big Ben. Ahí, las láminas se establecen para matar a McQueen con el rayo con la "cámara" Mate se entera de que la cámara, por alguna extraña razón, no funcionaba en McQueen, pero las "Láminas" le dicen que colocaron una bomba en sus pits como un plan de emergencia, lo que lo impulsa a liberarse y escapar. Finn y Holley escapan poco después, pero se dan cuenta de que la bomba está en el filtro de aire de Mate, quien ya había llegado a los pits cuando le dicen esto, por lo que huye por la pista de carreras mientras McQueen, entusiasmado por volverlo a ver, lo persigue. Finn detiene al Profesor Zündapp mientras intenta escapar. Los otros autos "Láminas" llegan y superan en número a Mate, McQueen, Finn y Holley, pero pronto son rescatados por la llegada de los otros residentes de Radiador Springs y los colegas de Sargento en el Ejército Británico. Luego, Mate utiliza la evidencia que ha visto para revelar que Axlerod es el verdadero cerebro criminal de la reunión de delincuentes y el auto que colocó la bomba en Mate. Él vuelve al punto de partida y acusa a Axlerod, afirmando que el Allinol fue una farsa para que todos los autos vuelvan a usar el petróleo y que además creó el Allinol para desprestigiar al combustible alternativo, también menciona que Axlerod nunca se convirtió en un auto eléctrico, sigue siendo el mismo Axlerod el que realmente derramó aceite en la convención de Tokio, solo que esa ocasión inculpó a Mate para ocultarlo y que además, aún tiene su viejo motor de petrolero dentro del capó delantero usado como clave. Debido a que la bomba solo se desactiva por voz de cerebro criminal, Axlerod se ve obligado a desactivarla en el último segundo antes de que el temporizador llegue a cero, con la bomba desactivada, Axlerod fue confirmado la culpabilidad y tanto él como el Profesor Zündapp y los autos "Láminas" son arrestados por las autoridades.
Más tarde y por sus acciones de salvar el mundo, Mate recibe un título de caballero de la Reina Isabel II. Devuelta en Radiador Springs, se revela que el Sargento fue él que cambió el combustible de McQueen de Allinol (que resultó ser solo gasolina alterada) por el biocombustible orgánico de Fillmore, explicando él por qué la cámara no funcionó con él cuando le dispararon con la misma. Siddeley luego llega y Mate le pregunta a Finn y Holley por qué se van tan temprano y Finn le menciona a Mate que Holley y él tienen otra misión que atender y que simplemente se detuvieron para recoger algo, pero le prometen que pronto regresarán, en especial Holley quien "aún le debe una cita a Mate". La película finaliza con Mate, que se quedó con los cohetes propulsores, participando con McQueen y los competidores del Gran Prix Mundial en una carrera en el Gran Prix de Radiador Springs.

## Reparto
Gran parte del elenco de Cars permaneció intacto para la secuela, pero tres actores de voz de la película original han muerto desde su lanzamiento. Joe Ranft (quien interpretó a Rojo) murió en un accidente automovilístico el 16 de agosto de 2005, diez meses antes de que Cars fuera lanzada. La primera película fue dedicada en memoria a él. Rojo aparece en esta película, pero no habla ni vocaliza. George Carlin (quien interpretó a Fillmore) murió de insuficiencia cardíaca el 22 de junio de 2008; Fillmore también aparece en Cars 2, y fue interpretado por Lloyd Sherr (quien también interpreta a Tony Trihull). Paul Newman (quien interpretó a Doc Hudson) murió de cáncer el 26 de septiembre de 2008. Después de la muerte de Newman, Lasseter dijo que "verían cómo va la historia con Doc Hudson". Doc fue finalmente incorporado, con pocas referencias al personaje como fallecido antes de los eventos de la película.

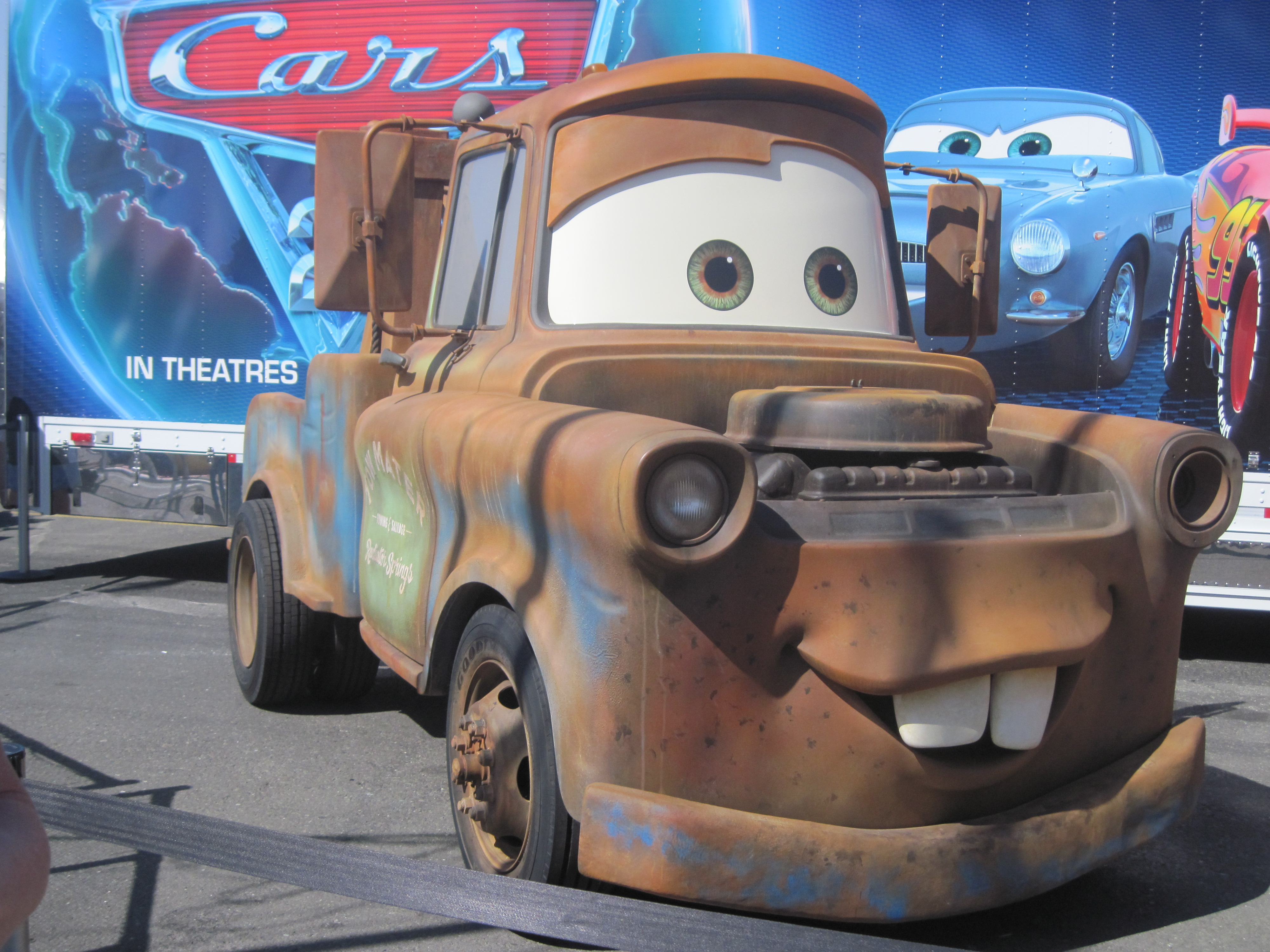
Mate

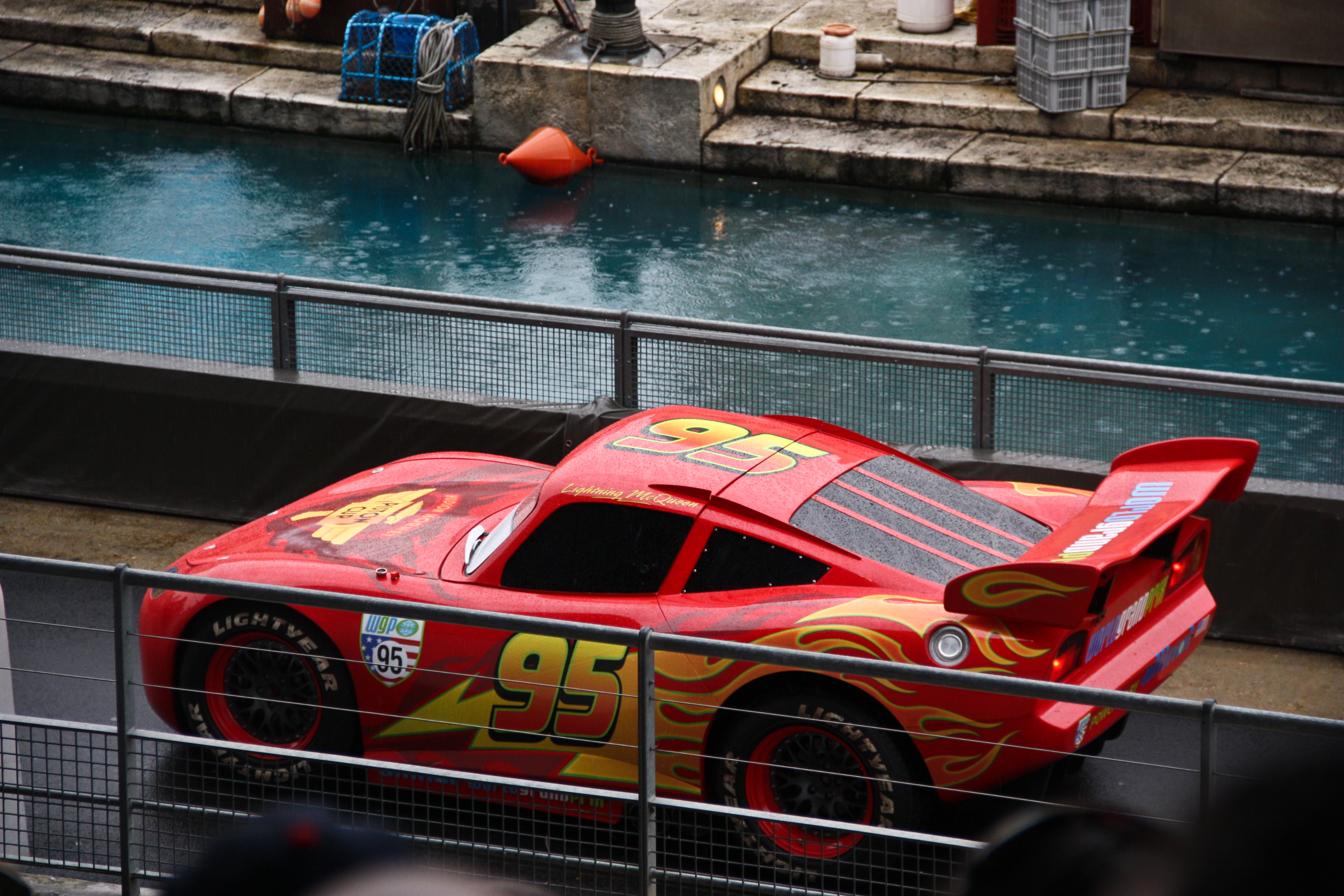
Rayo McQueen

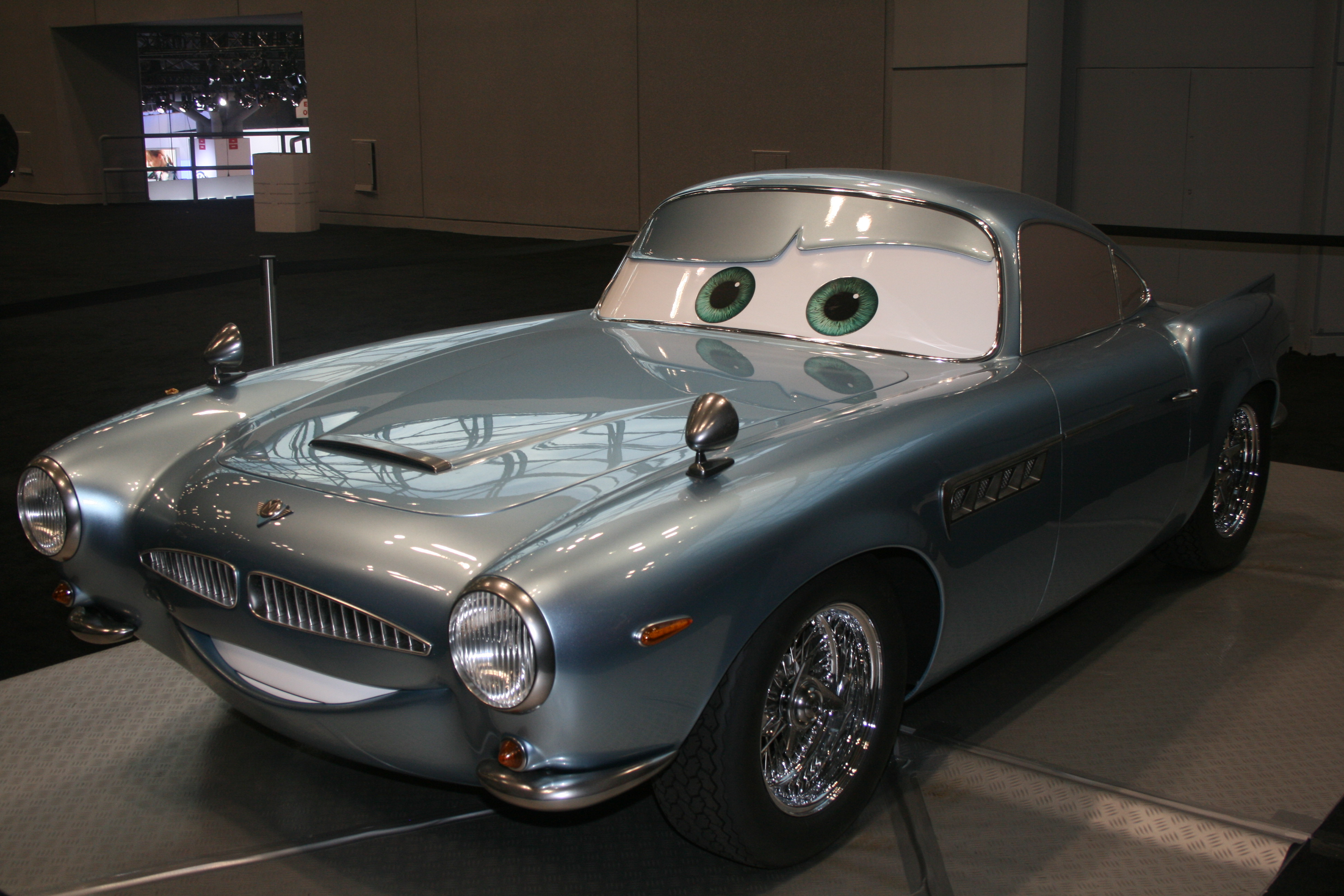
Finn McMissile

### Espías
- Larry the Cable Guy como Mate, una grúa con acento sureño de Radiador Springs que es el mejor amigo de Rayo McQueen.
- Michael Caine como Finn McMisile, un espía británico.
- Emily Mortimer como Holley Shiftwel, una hermosa joven agente de escritorio británica, nueva en el trabajo de campo.
- Bruce Campbell como Rod "Torque" Redline, un espía estadounidense.
- Jason Isaacs como Leland Turbo.
  - Isaacs también interpreta a Siddeley.
- Teresa Gallagher como la Computadora de Mate.

### Corredores
- Owen Wilson como Rayo McQueen, un cuatro veces campeón de la Copa Pistón y el mejor amigo de Mate.
- John Turturro como Francesco Bernoulli, el italiano rival de carreras de Rayo McQueen.
- Lewis Hamilton como él mismo.
- Jeff Gordon como Jeff Gorvette.

En las versiones internacionales de la película, el personaje Jeff Gorvette es reemplazado por conductores de autos de carrera más conocidos en los países específicos en sus escenas de diálogo (sin embargo, todavía aparece como un competidor).
- Mark Winterbottom como Frosty (doblaje australiano).[3][4]
- Fernando Alonso como el mismo. (doblaje español).
- Vitaly Petrov como el mismo. (doblaje ruso).
- Jan Nilson como Flash (doblaje sueco).[5]
- Memo Rojas como el mismo. (doblaje mexicano).
- Sebastian Vettel como Sebastian Schnell. (doblaje alemán).

En Brasil, Gorvette es reemplazada por Carla Veloso en sus escenas de diálogo (Carla aparece en todas las demás versiones de la película, pero sin líneas); Carla es la voz de la cantante brasileña Claudia Leitte. Los deportistas siguen apareciendo, con Lewis Hamilton convirtiéndose en el campeón de Fórmula 1 Emerson Fittipaldi, mientras que Brent Mustangburger y David Hobbscap fueron creados por locutores deportivos José Trajano y Luciano do Valle.

### Equipo de pits de McQueen
- Tony Shalhoub como Luigi.
- Guido Quaroni como Guido.
- Llyod Sherr como Fillmore.
  - Sherr también interpreta a Tony Trihull.
- Paul Dooley como Sargento.
- Bonnie Hunt como Sally Carrera.
- Cheech Marin como Ramón.
- Jenifer Lewis como Flo.
- Michael Wallis como Sheriff.

### Villanos
- Eddie Izzard como Miles Axlerod, un auto eléctrico británico que creó el Allinol. Pero en secreto, y de manera insospechada, es el verdadero jefe de la organización criminal "Láminas" siendo así el antagonista principal de la película.
- Thomas Kretschmann como el Profesor Zündapp, un doctor alemán, el asistente de Axlerod y su segundo al mando, actuando en gran parte de la película como el jefe de la organización criminal "Láminas" temporalmente mientras Axelrod aparece públicamente como un auto elétrico de energía renovable.
- Joe Mantegna y Peter Jacobson como Grem y Acer, los secuaces de Zündapp.
- Stanley Townsend como Vladimir Trunkov.
  - Townsend también interpreta a Iván y a Victor Hugo.
- Velibor Topic como Alexander Hugo.
- John Mainer como J. Curby Gremlin.
- Brad Lewis como Tubbs Pacer.

### Otros personajes
- Darrell Waltrip como Darrell Cartrip.
- Brent Musburger como Brent Mustangburger.
- Colin Cowherd como Colin Alerón.
- David Hobbs como David Hobbscap. Jacques Villeneuve lo interpreta en el doblaje francés.
- Michel Michelis como Tomber.
- Sig Hansen como Crabby.
- Franco Nero como Tío Topolino.
- Vanessa Redgrave como Mamá Topolino. Sophia Loren la interpreta en el doblaje italiano.[6]
  - Redgrave también interpreta a la Reina Isabel II.
- Katherine Helmond como Lizzie.
- John Ratzenberger como Mack.
- Jeff Garlin como Otis.
- Patrick Walker como Mel Dorado.
- Greg Ellis como Nigel Gearsley.
- Richard Kind como Van.
- Edie McClurg como Minny.
- John Lasseter como John Lassetire.
- Lindsey Collins y Elissa Knight como Mia y Tia.

## Desarrollo
- En agosto de 2011, Disney y Pixar eligieron a Mattel para crear los juguetes oficiales de la película.
- Cars es la segunda película de Pixar en tener una secuela (la primera es Toy Story). Cars 2 fue programada originalmente para su lanzamiento en 2010, pero la liberación de Pixar se trasladó hasta un año. John Lasseter concibió la historia de la secuela mientras viajaba por el mundo promocionando la primera película. "Me quedé mirando pensando: ¿Qué haría Mate en esta situación? Me lo imaginaba corriendo en el lado equivocado de la carretera en Reino Unido, recorriendo las glorietas en París, en la autobahn en Alemania, discutiendo con las motocicletas y escúters en Italia, tratando de descifrar las señales de tráfico en Japón."
- Para Cars 2, los ingenieros y animadores lograron crear un algoritmo para crear escenas, aplicadas a miles de cuadros. Lo lograron con un modelo matemático llamado Tessendorf.
- Michael Giacchino compuso la música de la película, y ya había participado en otras exitosas películas de la compañía.
- En junio de 2010, Lasseter fue confirmado para dirigir la película.
- La banda de rock mexicana, Moderatto sacó su canción titulada Autos, Moda y Rock & Roll. Como parte de la banda sonora.

Tres actores que prestaron su voz en Cars han fallecido desde entonces:
- Joe Ranft (quien interpretó a "Rojo" y a "Peterbilt") murió en un accidente automovilístico en 2006, durante la producción de la primera película. "Rojo" estuvo presente en la película, pero no tiene líneas de diálogo.
- Por otra parte, George Carlin (quien interpretó a "Fillmore") falleció de un paro cardíaco en junio de 2009. "Fillmore" regresó para la secuela, y su actor de voz fue Lloyd Sherr.
- Por último, Paul Newman (quien interpretó a "Doc Hudson") murió de cáncer el 26 de septiembre de 2009. Lasseter insisitió en todo momento en que Newman volvería a participar en la secuela, a pesar de que este ya había anunciado su retiro profesional. Tras la muerte de Newman, Lasseter no confirmó cómo se resolvería el problema, afirmando que "pensaría en qué hacer con la historia de 'Doc Hudson'". "Doc Hudson" no regresó para la secuela, sin embargo, se da a entender que el personaje falleció tiempo atrás y la Copa Pistón de la película original fue renombrada en su honor "Copa Pistón Hudson Hornet".

## Recepción
Cars 2 recibió críticas de mixtas a negativas de la crítica especializada, convirtiéndola en la película peor calificada de Pixar. En Rotten Tomatoes, Cars 2 tiene una aprobación de 39%, con base en 219 reseñas, con un puntaje promedio de 5.5/10, haciéndola la única película de Pixar en adquirir una certifación de "podrido", mientras que la aprobación de la audiencia llega a 49%. El consenso del sitio dice, "Cars 2 es visualmente atractiva como cualquier otra producción de Pixar, pero todo ese deslumbro no puede disfrazar la oxidada narración bajo el capó." Otro agregador de reseñas, Metacritic, que asigna un puntaje promedio ponderado a las críticas de los principales críticos, le dio a la película un puntaje promedio de 57 de 100, basado en 38 críticas, lo que indica "críticas generalmente desfavorables". Las audiencias encuestadas por CinemaScore dieron a la película una calificación promedio de "A-" en una escala de A + a F.
Los críticos generalmente criticaron la calificación G, el enfoque en Mate y sintieron que la película carecía de calidez y encanto, mientras que también sintieron que la película se hizo como un ejercicio de marketing de objetivos. Al revisar la película para The Wall Street Journal, el crítico Joe Morgenstern escribió: "Esta secuela frenética rara vez va más allá de la mediocridad".  Leonard Maltin, de IndieWire, afirmó que aunque tenía tan gran aprecio por Pixar y su equipo creativo dirigido por John Lasseter, encontró el argumento "confuso" y sintió que la voz de Mate "es molesta" y que "prefiere escuchar tiza en una pizarra que pasar casi dos horas con él". La película fue considerada por The New York Times como "la primera respuesta realmente no tan buena de Pixar".
Por el contrario, Peter Travers, de Rolling Stone, le dio a la película 3½ estrellas de cuatro, y dijo que "la secuela es un estallido de acción y diversión con un corazón palpitante bajo el capó". También elogió su "guion fluido" y lo llamó "ganador". Roger Ebert fue el más efusivo de los comentarios más positivos: "En un momento en que algunas películas de acción 'maduras' son implacablemente superficiales y estúpidas, aquí hay una película con tal complejidad que incluso los autos a veces tienen que detenerse y explicarse ellos mismos".
Una corriente central de las críticas negativas fue la teoría de que Cars 2 fue forzada a salir de Pixar por su matriz corporativa, Walt Disney Company, por codicia para impulsar las ventas de comercialización. Lasseter negó vehementemente estas afirmaciones, que se atribuyen a "personas que no conocen los hechos, apresurándose a juzgar". The New York Times informó que si una película revisada negativamente no fuera suficiente para rayar el estudio, "el comentario hizo mella en él, que hasta entonces había disfrutado de una racha ininterrumpida y quizás sin precedentes de aclamación crítica".

## Doblaje
| Personaje                           | Actor de voz original                        | Actor de doblaje                |
| ----------------------------------- | -------------------------------------------- | ------------------------------- |
| Mate                                | Daniel Lawrence Whitney                      | César Bono                      |
| Rayo McQueen                        | Owen Cunningham Wilson                       | Kuno Becker                     |
| Finn McMissile                      | Michael Caine                                | Blas García Alcántara           |
| Holley Shiftwell                    | Emily Mortimer                               | Ana Serradilla                  |
| Sir Miles Axlerod                   | Eddie Izzard                                 | Raúl Anaya                      |
| Profesor Zündapp                    | Thomas Kretschmann                           | Juan Alfonso Carralero          |
| Francesco Bernoulli                 | John Turturro                                | Jesús Guzmán                    |
| Luigi                               | Anthony Marcus Shalhoub                      | Salvador Nájar                  |
| Guido                               | Guido Quaroni                                | Raúl Aldana                     |
| Sargento                            | Paul Dooley                                  | Polo Ortín                      |
| Fillmore                            | Lloyd Sherr                                  | Eduardo Tejedo Narvaez          |
| Sally Carrera                       | Bonnie Lynn Hunt                             | Rosalba Sotelo                  |
| Ramón                               | Cheech Marin                                 | Jorge Arvizu                    |
| Flo                                 | Jenifer Lewis                                | Simone Brook                    |
| Sheriff                             | Michael Wallis                               | Francisco Colmenero             |
| Lizzie                              | Katherine Helmond                            | María Santander                 |
| Mack                                | John Deszo Ratzenberger                      | Arturo Mercado Chacón           |
| Minny                               | Edie McClurg                                 | Diana Santos                    |
| Van                                 | Richard Kind                                 | Luis Bayardo                    |
| Siddely                             | Jason Isaacs                                 | José Gilberto Vilchis Barrero   |
| Leland Turbo                        | Jason Isaacs                                 | Alfredo Gabriel Basurto         |
| Rod "Torque" Redline                | Bruce Campbell                               | Óscar Gonzalo Gómez             |
| Darrell Cartrip                     | Darrell Waltrip                              | Idzi Dutkiewicz Sanchez         |
| Brent Mustangburger                 | Brent Musburger                              | Erick Salinas                   |
| David Hobbscap                      | David Hobbs                                  | Marco Tolama                    |
| Lewis Hamilton                      | Lewis Hamilton                               | René García                     |
| Jeff Gorvette                       | Jeffery Michael Gordon                       | Juan Pablo Montoya              |
| Mel Dorado                          | Patrick Walker                               | Mario Díaz Mercado              |
| Tomber                              | Michel Michelis                              | Jay de la Cueva                 |
| Otis                                | Jeffrey Garlin                               | Jay de la Cueva                 |
| Crabby                              | Sig Hansen                                   | César Árias                     |
| Acer                                | Peter Jacobson                               | Mario Castañeda                 |
| Grem                                | Joe Mantegna                                 | Francisco Gonzalez Ramires      |
| Victor Hugo                         | Stanley Townsend                             | Humberto Solorzano              |
| Vladimir Trunkov                    | Stanley Townsend                             | Roy Ochoa Avilés                |
| Iván                                | Stanley Townsend                             | Elohim Corona                   |
| Alexander Hugo                      | Velibor Topic                                | Javier Ramírez Gómez            |
| Tubbs Pacer                         | Bradford Clark Lewis                         | Mick Marcy                      |
| J. Curby Gremlin                    | Johnathan Mainiere                           | Pedro D' Aguillón Jr.           |
| Tony Trihull                        | Lloyd Sherr                                  | Juan Carlos Tinoco              |
| Tío Topolino                        | Franco Nero                                  | Moisés Palacios                 |
| Mamá Topolino                       | Sophia Loren (italiano)                      | Sophia Loren (italiano)         |
| Mamá Topolino                       | Vanessa Redgrave                             | Erika Mireles                   |
| La Reina                            | Vanessa Redgrave                             | Ángela Villanueva               |
| John Lassetire                      | John Lasseter                                | Óscar Bonfiglio                 |
| Ferrari apostador en el casino      | John Lasseter                                | Gerardo Velázquez               |
| Mia                                 | Lindsey Collins                              | Angélica Villa                  |
| Tia                                 | Elissa Knight                                | Angélica Villa                  |
| Daisu Tsashimi                      | Daisuke "Dice" Tsutsumi                      | Juan Carlos Malanche            |
| Computadora de Mate                 | Teresa Gallagher                             | Valentina Souza                 |
| Autita asistente de baño japonés    | Sonoko Konoshi                               | Andrea Orozco                   |
| Nick Cartone                        | Jess Fulton                                  | Andrea Orozco                   |
| Cabo Josh Coolant                   | Marc Thompson                                | Armando Réndiz                  |
| Príncipe Wheeliam                   | Jim Ward Sarah Clark Scott Clark Paul Eiding | Juan Carlos Tinoco              |
| Sir Harley Gassup                   | Jim Ward Sarah Clark Scott Clark Paul Eiding | Roberto Carrillo                |
| George Gremlin                      | Jim Ward Sarah Clark Scott Clark Paul Eiding | Jesús Barrero                   |
| Mary Escgoar                        | Jim Ward Sarah Clark Scott Clark Paul Eiding | Hiromi Hayakawa                 |
| Mike Lorengine                      | Jim Ward Sarah Clark Scott Clark Paul Eiding | Esteban Alejandro Desco Mendoza |
| Gearett Taylor                      | Jim Ward Sarah Clark Scott Clark Paul Eiding | Esteban Alejandro Desco Mendoza |
| Alex Carvill                        | Jim Ward Sarah Clark Scott Clark Paul Eiding | Carlos Luyando Hernandez        |
| Giuseppe Motorosi                   | Jim Ward Sarah Clark Scott Clark Paul Eiding | Erick Salinas                   |
| Celine Dephare                      | Jim Ward Sarah Clark Scott Clark Paul Eiding | Gisella Ramírez                 |
| Stephenson                          | Jim Ward Sarah Clark Scott Clark Paul Eiding | Gabriel Ramos                   |
| Franca                              | Jim Ward Sarah Clark Scott Clark Paul Eiding | Analiz Sánchez                  |
| Jerome Ramped                       | Jim Ward Sarah Clark Scott Clark Paul Eiding | Octavio Erik Rojas de la Paz    |
| Bomba                               | Jim Ward Sarah Clark Scott Clark Paul Eiding | Octavio Erik Rojas de la Paz    |
| Guardia que acompaña a Alex Carvill | Jim Ward Sarah Clark Scott Clark Paul Eiding | Raymundo Armijo Ugalde          |
| Jake Martini                        | Jim Ward Sarah Clark Scott Clark Paul Eiding | Gustavo Melgarejo               |
| Auto Fiat Punto guía                | Jim Ward Sarah Clark Scott Clark Paul Eiding | Carlos del Campo                |

Esta fue la última película en la cual Jorge Arvizu participó antes de retirarse. Posteriormente fallecería en el año 2014.

## Mercadotecnia
El primer tráiler apareció en los combos Blu-Ray y DVD de Toy Story 3 el sábado 23 de octubre de 2010. Los formatos caseros de DVD y Blu-ray salieron el 1 de noviembre de 2012.

## Spin-off y secuela
Una película spin-off animada llamada Aviones fue producida por DisneyToon Studios, y fue estrenada el 9 de agosto de 2014. La secuela de Aviones, titulada Aviones: equipo de rescate, se estrenó el 18 de julio de 2015.
Una secuela, Cars 3, fue estrenada el 16 de junio de 2017. Dirigida por Brian Fee, la película vuelve a centrarse en el Rayo McQueen y las carreras.